# Aleje Trzech Wieszczów w Krakowie
Aleje Trzech Wieszczów – zwyczajowa nazwa trzech krakowskich alei, które otaczają centralny obszar miasta od zachodu i północnego zachodu, stanowiąc fragment II obwodnicy Krakowa. 
Przed powstaniem alej znajdował się w ich miejscu nasyp zbudowanej w latach 1887–1888 kolei obwodowej, a po jego zewnętrznej stronie – zespół bastionów Twierdzy Kraków.
W 1905 roku Miasto wykupiło od wojska teren obwałowań. Linia fortów do 1909 roku stanowiła granicę miasta Krakowa.  W tymże roku do miasta przyłączono kilka wsi położonych na zachód od linii fortyfikacji. Na miejscu likwidowanych wewnętrznych fortyfikacji i zlikwidowanej w 1911 linii kolei cyrkumwalacyjnej postanowiono przeprowadzić szeroki bulwar obwodowy. Połączono kilka biegnących wzdłuż wałów i istniejących wcześniej ulic.
Powstał szeroki, reprezentacyjny bulwar z dwoma pasami ruchu oddzielonymi pasem zieleni będącym aleją spacerową. Wewnętrzny (bliższy centrum) pas ruchu służył pojazdom konnym, zewnętrzny pojazdom mechanicznym. W roku 1912 alejom nadano obecne nazwy.
Po 1945 roku, wraz ze wzrostem natężenia ruchu samochodowego kilkakrotnie poszerzano pasy ruchu.
Nazwa Aleje Trzech Wieszczów obejmuje:
- Aleja Zygmunta Krasińskiego – od Mostu Dębnickiego oraz skrzyżowania z ul. Tadeusza Kościuszki i ul. Zwierzyniecką do skrzyżowania z al. Ferdinanda Focha i ul. Marszałka Józefa Piłsudskiego.

- Aleja Adama Mickiewicza – od skrzyżowania z al. Ferdinanda Focha i ul. Marszałka Józefa Piłsudskiego do pl. Inwalidów i skrzyżowania z ul. Karmelicką[2].

- Aleja Juliusza Słowackiego – od pl. Inwalidów i skrzyżowania z ul. Karmelicką do skrzyżowania z ul. Warszawską.

Funkcjonalnym przedłużeniem Alej Trzech Wieszczów w kierunku północnym jest aleja 29 Listopada, a przedłużeniem w kierunku południowym jest ul. Marii Konopnickiej. Tworzą one z Alejami jeden z głównych ciągów komunikacyjnych miasta, między północną i południową częścią Krakowa. 

## Organizacja ruchu
Jezdnie w przeciwnych kierunkach rozdzielone są szerokim pasem zieleni i mają po trzy pasy ruchu, z tym że zewnętrzny zarezerwowany jest dla autobusów, taksówek, policji, straży miejskiej, motocykli oraz pojazdów elektrycznych, a przed skrzyżowaniami służy także skręcającym w prawo.
Sama nazwa Aleje Trzech Wieszczów jest nazwą zwyczajową, kolokwializmem. Formalnie nie ma takiej alei w Krakowie.

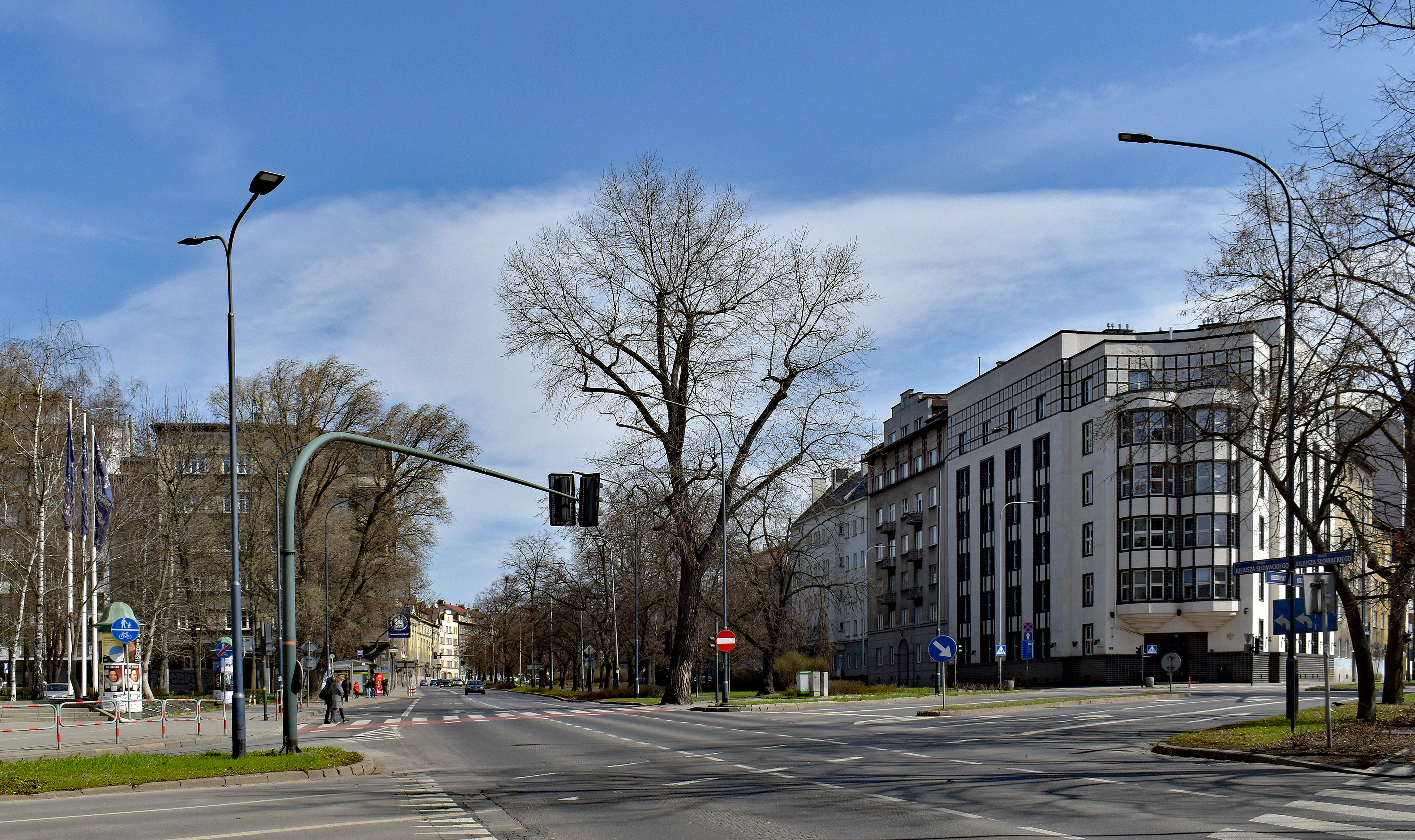
Aleja Juliusza Słowackiego widok na północ od skrzyżowania z ul. Łobzowską.
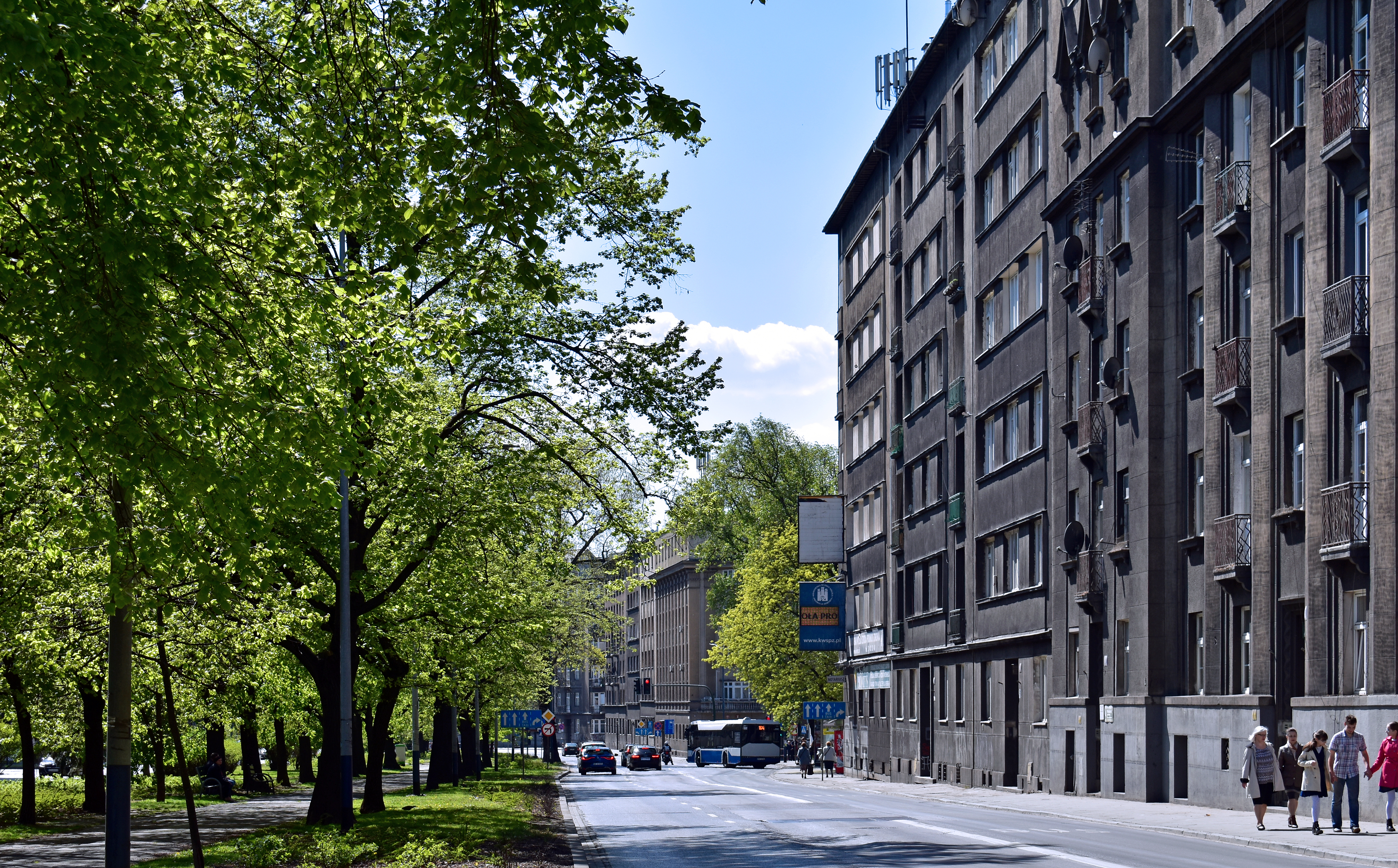
Aleja Juliusza Słowackiego (rok 2020). Widok na południe od skrzyżowania z ul. Mazowiecką do skrzyżowania z ul. Łobzowską. Zabytkowa zachodnia pierzeja.
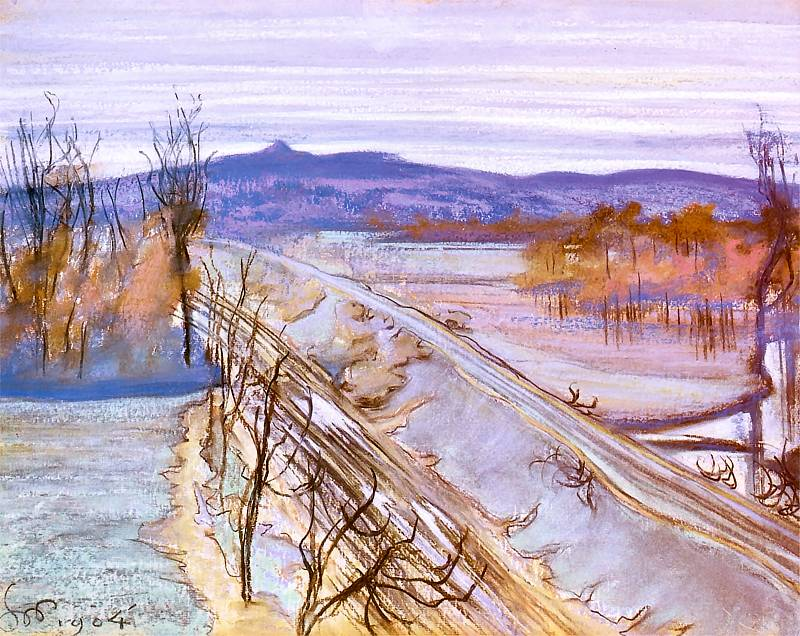
Ta sama okolica w roku 1904, nasyp kolei cyrkumwalacyjnej i ul. Kilińskiego (przyszła Aleja Juliusza Słowackiego). Widok na południe od skrzyżowania z przyszłą ul. Mazowiecką, z okna pracowni Stanisława Wyspiańskiego przy ul. Krowoderskiej 79.
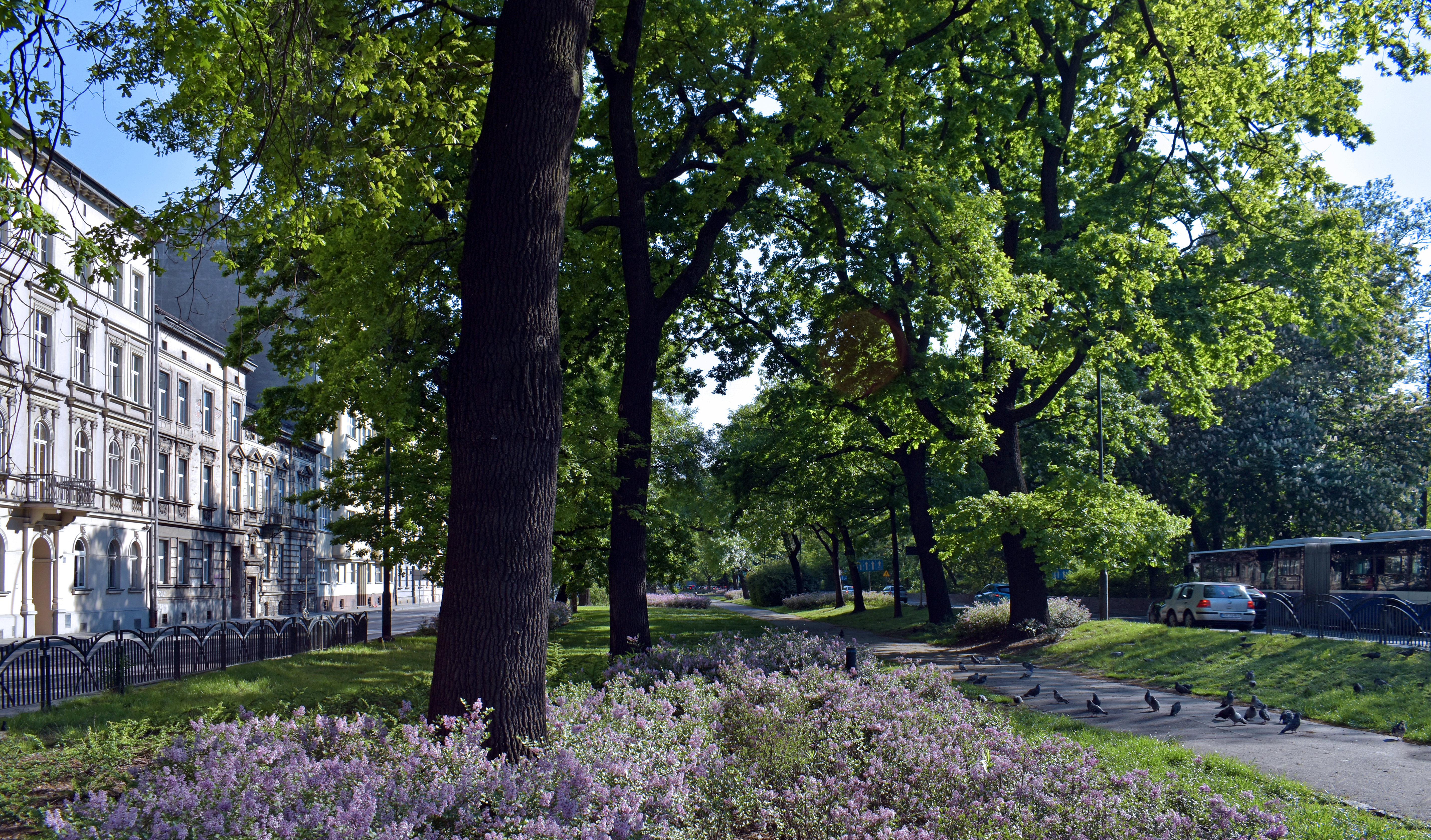
Aleja Adama Mickiewicza, widok na południe od skrzyżowania z ul. Karmelicką.